# TV Muttenz
Der Turnverein Muttenz ist ein Grossverein mit ca. 1400 Mitgliedern. Im Zentrum der Aktivitäten steht der Breitensport.

## Geschichte
1878 war das Gründungsjahr des Turnvereins. 1923 wurde die Damenriege, 1936 die Frauenriege gegründet und 1989 erfolgte der Zusammenschluss zum Gesamtverein. Der Gesamtverein feierte 2003 im St. Jakob-Park sein 125-jähriges Bestehen.
Die Geschichte der Leichtathletikabteilung im Speziellen wurde im Rahmen des 25 Jahr-Jubiläums einmal etwas genauer unter die Lupe genommen, in Buchform zusammengefasst und an der Jubiläumsfeier im April 2016 präsentiert.

## Abteilungen
Der Turnverein bietet ein breites Spektrum an Sportarten an. Es sind dies Turnen, Leichtathletik, Basketball, Handball und Volleyball. Diese Sportarten werden in sieben Abteilungen gruppiert, welche in vielen Belangen selbständig auftreten:
- Turnen (ca. 390 Mitglieder; Fitness Freitag, Freitagsriege, Mittwochriege und Seniorenriegen, Jugendriege, Geräteturnen, Move’n’Dance[3] und Vorschulalter SVKT)[4]
- Turnerinnen (ca. 160 Mitglieder; Gymnastik 70+, Frauen Montag, Aerofit, Seniorinnen Mittwoch, TurnXund, GymFit Frauen sowie Aerobic)[5]
- Athletics (ca. 170 Mitglieder; Trainingsgruppen: Fördertrainings Sprint/Hürden, Fördertraining Lauf, Mehrkampf, Sprint/Hürden/Lauf, Fitness, U14, U12 sowie U10)[6]
- Basketball (ca. 140 Mitglieder; Mannschaften: Herren 3. und 5. Liga, Junioren U20 und U15, Damen 3. Liga, Juniorinnen U20 und U17/15, U13, U11 sowie U9)[7]
- Handball (ca. 180 Mitglieder; Mannschaften: Herren 1&2 3. Liga, Junioren U19, U17, U15, U13, U11, U9 sowie Senioren)[8]
- Volleyball (ca. 220 Mitglieder; Mannschaften: Damen 3. & 4. Liga, EasyLeague, Herren 3. & 4. Liga, Senioren, Juniorinnen U23, U19, U17, U15, U13 und Knaben U16, U13 sowie Kids Volley)[9]

## Regelmässige Anlässe
- Wöchentliche Trainings, Teilnahme an Turnfesten und an weiteren sportlichen Anlässen der anderen Abteilungen.
- Eierleset, Jazz uf em Platz[10], Herbstlauf[11] und verschiedene andere Anlässe, welche im Jahresprogramm aufgelistet sind.
- Die Generalversammlung findet jährlich im Juni statt. Jede Abteilung führt zusätzlich eine eigene Abteilungsversammlung im Mai oder Juni durch.

## Vereinszeitschrift

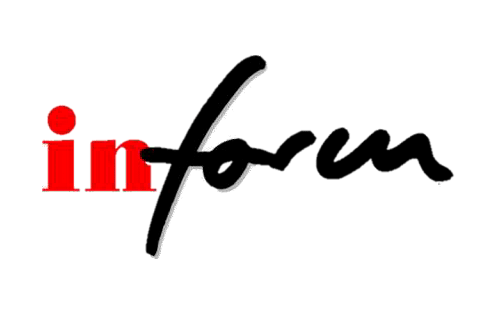
Inform, die Vereinszeitschrift

Das Inform, die Vereinszeitschrift des TV Muttenz, erscheint 4× im Jahr und wird interessierten Mitgliedern per Post zugestellt, ist aber auch online via Homepage in einer PDF-Version verfügbar. Die Zeitschrift enthält Berichte aus den verschiedenen Abteilungen und informiert die Mitglieder u. a. über vergangene und zukünftige Anlässe des Gesamtvereins.